# Il nastro di Möbius
Il nastro di Möbius è un libro scritto da Clifford A. Pickover.
Il saggio si incentra principalmente sulla superficie non orientabile e superficie rigata chiamata appunto nastro di Möbius.
Il libro tratta anche altre figure topologiche insolite come la Bottiglia di Klein, la sfera cornuta di Alexander.

## Edizioni
- Clifford A. Pickover, Il nastro di Möbius, traduzione di Adriana Giannini e Gianbruno Guerriero, Apogeo, 2006,  p. 241, ISBN 88-503-2487-1.